# Хатвани, Иштван
Иштван Хатвани (венг. István Hatvani; 21 ноября 1718, Римавска-Собота (ныне Словакия) — 16 ноября 1786, Дебрецен) — венгерский учёный-энциклопедист, математик. Профессор. Один из первых венгерских статистиков.

## Биография
Родился в обедневшей дворянской семье. Учился в родном городе, затем до 1745 года — в протестантской Дебреценской коллегии, в 1747—1748 годах продолжил образование в Базельском университете в Швейцарии, где изучал теологию и медицину. Среди его педагогов были выдающиеся математики Даниил и Иоганн Бернулли, которые читали лекции по математике, физике и медицине. Под их руководством И. Хатвани вскоре приобрел репутацию выдающегося учёного.
Благодаря стипендии, предоставленной ему властями города Дебрецен, предпринял за рубежом научные исследования. Получил степень доктора богословия и медицины. Отказавшись от предложения стать преподавателем в Гейдельбергском, Марбургском и Лейденский университетах, в 1748 году Хатвани вернулся в протестантскую коллегию Дебрецена и начал там преподавательскую карьеру.
В 1783 году был назначен судьей окружного суда в Дебрецене.

## Научная деятельность
Отвергая отсталость математической культуры в Венгрии, приступил к научным исследованиям, с целью доказать, насколько важна роль этой науки в целом ряде точных наук. Он считал, что математика — единственная наука, которая может опираться на выводы, не вызывающие сомнений.
В 1757 году опубликовал работу «Introductio ad principia philosophicae solidioris». В данной работе одним из первых И. Хатвани предпринял попытку изучения теории вероятности, в частности, основывая свою работу на труде Якоба Бернулли «Искусство предположений».
Кроме того, представил статистические таблицы по количеству рождений в Дебрецене за 1750—1753 годы. И. Хатвани записывал число детей, умерших в течение года после рождения и, найдя смертность более 34 %, отметил, что этот показатель значительно выше, чем в других европейских странах (в среднем, около 19 %), и стремился найти медицинские причины для объяснения полученного результата.
С его именем связано много легенд. После смерти учёного молва приписала ему чародейство и умение увеличивать и уменьшать размер вещей по своему желанию.